# Vincent Kompany
Vincent Jean Mpoy Kompany, född den 10 april 1986 i Uccle, är en belgisk före detta fotbollsspelare och numera tränare för Bayern München. Kompany har belgisk mor och kongolesisk far. Under sin karriär spelade han bland annat för RSC Anderlecht, Hamburger SV och Manchester City. Han representerade även det belgiska landslaget som spelare.

## Karriär

### RSC Anderlecht
Vincent Kompany inledde  sin fotbollskarriär i RSC Anderlects ungdomslag. Som 17 åring bröt han sig in i Anderlects A-lag. Kompany vann flera utmärkelser i Belgien när han spelade för RSC Anderlecht, inkluderat Belgiens guldsko. Kompany var ett hett villebråd bland Europas storklubbar, som exempelvis Arsenal FC, Chelsea FC, Inter, Real Madrid, AC Milan och Juventus FC, men ingen av dem lade så högt bud som Anderlecht ville ha för sin talang.
Kompany vann två belgiska mästerskap med Anderlecht, åren 2004 och 2006.
Under andra halvan av 2005/06 drabbades Kompany av en axelskada och bestämde sig för operation, trots att det betydde att han missade resten av säsongen. På grund av att operationen ägde rum i den franska staden Lyon, uppstod rykten att Kompany skulle gå över till Olympique Lyonnais. 

### Hamburger SV
Den 9 juni kom det dock fram att han i stället hade skrivit på för det tyska Bundesligalaget Hamburger SV för en summa av åtta miljoner euro. I klubben kom han att ersätta sin landsman Daniel van Buyten. 

### Manchester City
Den 22 augusti 2008 tillkännagav Manchester City att man köpt spelaren. Sedan 2008 till 2016 har Kompany drabbats av 34 skador, bland annat 15 muskelskador. 
Kompany kunde spela som defensiv mittfältare, men oftast spelade han som mittback.
Han gjorde sitt första mål för Manchester City i en förlustmatch i Premier League mot Wigan Athletic. Matchen slutade 2-1. Han gjorde 1-0-målet i en segermatch som slutade 2-0 mot Portsmouth. 
Kompany nickade in vinstmålet mot Manchester United den 30 april 2012. Tack vare denna vinst kunde Manchester City komma ikapp Manchester United i ligan och i sin tur vinna premier league.
Säsongen 2011/2012 blev Kompany utsedd till årets man i Premier League.
Den 6 maj 2019 gjorde Vincent Kompany det enda målet i en 1-0 vinst hemma mot Leicester City. Ett långskott från utanför straffområdet, cirka 37 meter ifrån mål.

### RSC Anderlecht
Den 19 maj 2019 meddelade Kompany att han spelat sin sista match för Manchester City och återvänder till sin modersklubb Anderlecht för att bli spelande tränare.
Den 17 augusti 2020 la Kompany skorna på hyllan och avslutade sin karriär som fotbollsspelare. Han tog upp rollen som RSC Anderlechts huvudtränare.

## Meriter
RSC Anderlecht

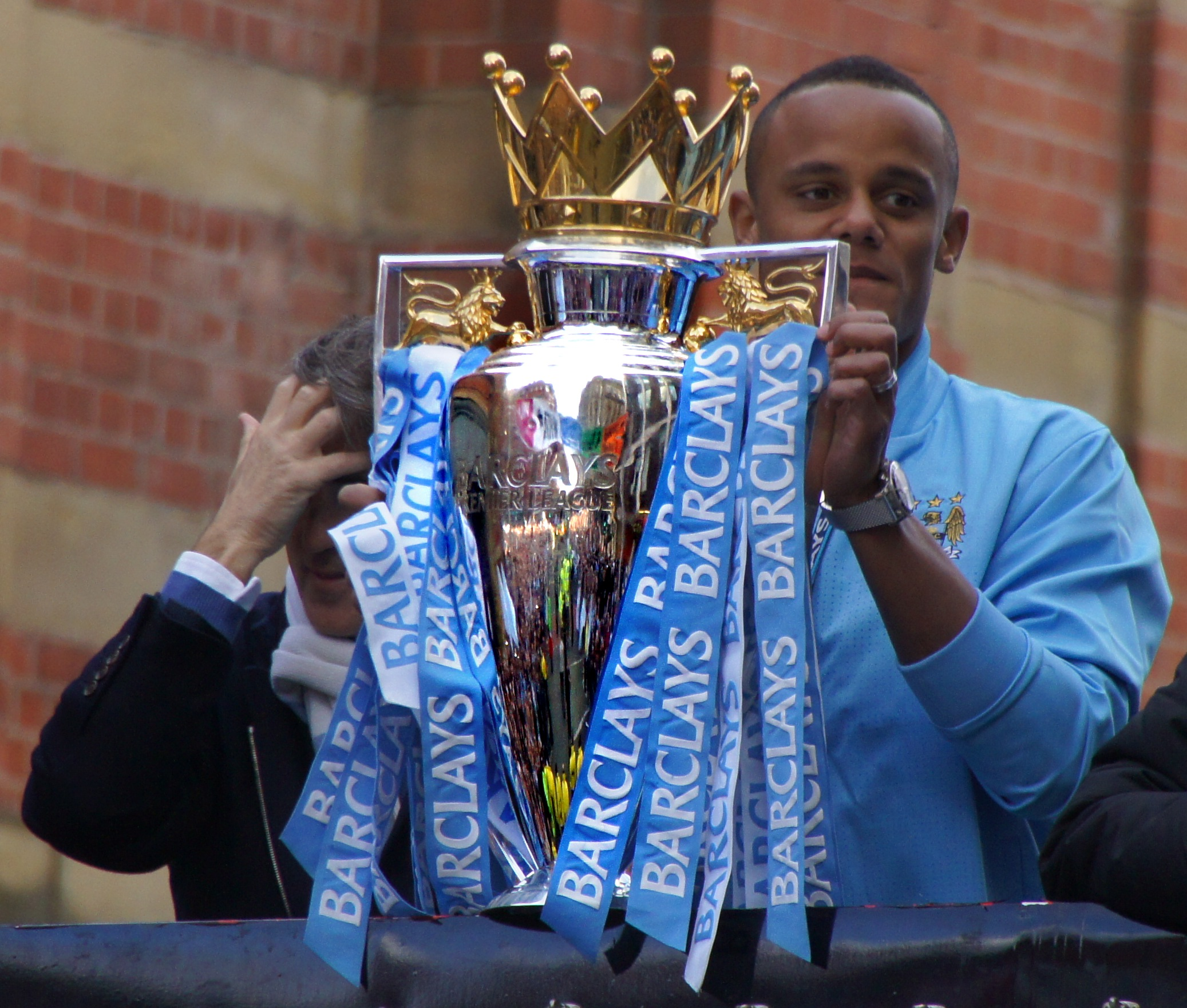
Vincent Kompany håller upp premier league trofé 2012.

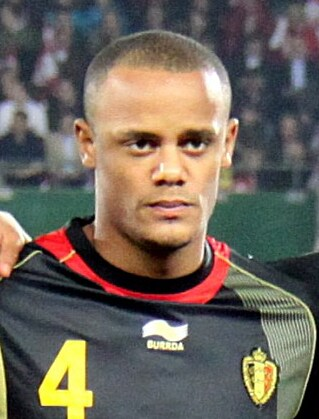
Vincent Kompany i Belgiens landslag 2011

- Jupiler League: 2- 2003/2004, 2005/2006

Hamburger SV
- Intertotocupen: 1- 2007

Manchester City FC
- Premier League: 4- 2011/2012, 2013/2014, 2017/2018, 2018/2019
- FA-Cupen: 2- 2010/2011, 2018/2019
- Engelska Ligacupen: 4- 2013/2014, 2015/2016, 2017/2018, 2018/2019
- FA Community Shield: 2- 2012, 2018